# Adenet le Roi
Adenet le Roi o Adam le Roi (1240 – 1300) è stato un poeta, scrittore e menestrello francese.
È anche noto con i nomi di Roi Adam, Li Rois Adenes, Adan le Menestrel o Adam Rex Menestrallus. Il soprannome le Roi allude alla sua fama di «re dei menestrelli».
Visse in varie corti, nel Brabante (di cui era nativo), in Francia, nelle Fiandre. Fu al servizio del duca di Brabante Enrico III, quindi di Guy de Dampierre a partire dal 1268. Nei suoi versi narrò i suoi lunghi viaggi, fatti anche in Italia.
È l'autore di tre chansons de geste, tra cui Li roumans de Berte aus grans piés e Les enfances Ogier nel 1270, di romanzi d'avventure, nonché del lungo romanzo in ottosillabi Cléomadés, il suo capolavoro.

## Opere
- Berte aus grans piés (1270)
- Beuvon de Commarchis o Bovon de Commarcis
- Les Enfances Ogier (1270)
- Cléomadés